# Sarah Bolger
Sarah Bolger (sinh ngày 28 tháng 2 năm 1991) là một nữ diễn viên người Ireland. Cô đóng vai chính trong các bộ phim In America (2003), Stormbreaker (2006), Khu rừng thần bí (2008), The Moth Diaries (2011),  Hiệu ứng hồi sinh (2015) và Emelie (2015). Trên sóng truyền hình, cô đóng vai Công chúa Mary Tudor trong The Tudors (2008–2010), vai diễn giúp cô đã giành được giải thưởng IFTA, và Công chúa Aurora trong Ngày xửa ngày xưa (2012–2015). Bolger cũng xuất hiện trong loạt phim Into the Badlands (2015–2017) và đóng vai chính trên Mayans M.C. (2018 – nay).

## Cuộc sống ban đầu và giáo dục
Bolger sinh ra ở Dublin với cha là Derek, một tiểu thương bán thịt và mẹ là Monica, một phụ nữ nội trợ. Cô lớn lên ở vùng ngoại ô Southside của Rathfarnham. Em gái cô, Emma cũng tham gia đóng phim và quyết tâm theo đuổi học viện.
Bolger theo học trường trung học Loreto Beaufort từ năm 2003 đến năm 2009 và tham gia các lớp học tại Nhà hát Nhân dân Trẻ dưới lớp dạy của Ann Kavanagh. Trong một cuộc phỏng vấn năm 2011 với tờ Irish Independent, Bolger đã nói về đạo Công giáo trong mình, đó là cô được truyền cảm hứng từ ông bà quá cố, họ có vai trò như những người truyền giáo tại nhà thờ địa phương của cô.

## Sự nghiệp
Bolger đóng vai chính trong In America với em gái của cô, Emma. Từ năm 2008 đến 2010, cô đóng vai Công chúa Mary Tudor trong The Tudors. Bolger đóng vai chính trong Stormbreaker cùng với Alex Pettyfer. Cô cũng đóng vai chính trong bộ phim chuyển thể từ tiểu thuyết thiếu nhi Khu rừng thần bí. Cô đã đóng một bộ phim tên là Locke & Key, và sẽ đóng vai chính trong bộ phim ''Starbright''.
Bolger tiếp tục đóng vai Công chúa Aurora với tư cách là khách mời trong mùa thứ hai, thứ ba và thứ tư của bộ phim truyền hình cổ tích Ngày xửa ngày xưa.
Bolger đã lồng tiếng Anh cho vai nữ chính, Umi, trong phiên bản tiếng Anh của bộ phim Ngọn đồi hoa hồng anh của Studio Ghibli năm 2011, và đóng vai chính Lucy trong As Cool as I Am vào năm 2013. Năm 2014, cô xuất hiện trên phim truyền hình Mixology. Sau đó, Bolger tiếp tục thủ vai chính trong bộ phim kinh dị Hiệu ứng hồi sinh của đạo diễn David Gelb.
Năm 2015, cô đóng vai chính trong chương trình võ thuật AMC Into the Badlands và bộ phim tiểu sử My All American của Freddie Steinmark.
Năm 2016, cô đóng vai chính trong bộ phim kinh dị ''Emelie''.
Vào tháng 3 năm 2017, tờ Deadline Hollywood đưa tin rằng Bolger sẽ đóng vai chính trong bộ phim kinh dị tội phạm A Good Woman Is Hard to Find của đạo diễn Abner Pastoll. Quá trình quay phim được hoàn thành vào tháng 12 năm 2017, sau đó bộ phim được phát hành vào năm 2019.

## Dự án khác
Vào tháng 1 năm 2011, Bolger được chọn vào dự án của nhiếp ảnh gia Kevin Abosch "The Face of Ireland" (tạm dịch: Vẻ mặt Ireland) cùng với những diễn viên nổi tiếng khác của Ireland bao gồm Sinéad O'Connor, Neil Jordan và Pierce Brosnan.

## Các chương trình tham gia

### Phim
| Năm  | Tựa đề                       | Vai diễn        | Ghi chú                                                 |
| ---- | ---------------------------- | --------------- | ------------------------------------------------------- |
| 1999 | A Love Divided               | Eileen Cloney   |                                                         |
| 2003 | In America                   | Christy         |                                                         |
| 2005 | Tara Road                    | Annie           |                                                         |
| 2006 | Stormbreaker                 | Sabina Pleasure |                                                         |
| 2008 | Khu rừng thần bí             | Mallory Grace   |                                                         |
| 2009 | Iron Cross                   | Kashka          |                                                         |
| 2011 | The Moth Diaries             | Rebecca         |                                                         |
| 2011 | Ngọn đồi hoa hồng anh        | Umi Matsuzaki   | Lồng tiếng (tiếng Anh); tựa đề Nhật: Kokuriko-zaka kara |
| 2013 | Crush                        | Jules           |                                                         |
| 2013 | As Cool as I Am              | Lucy Diamond    |                                                         |
| 2014 | Kiss Me                      | Zoe             |                                                         |
| 2014 | Starbright                   | Pamela          |                                                         |
| 2015 | My All American              | Linda Wheeler   |                                                         |
| 2015 | Hiệu ứng hồi sinh            | Eva             |                                                         |
| 2015 | Emelie                       | Emelie          |                                                         |
| 2017 | Halal Daddy                  | Maeve Logan     |                                                         |
| 2019 | End of Sentence              | Jewel           |                                                         |
| 2019 | A Good Woman Is Hard to Find | Sarah           |                                                         |
| 2021 | We Broke Up                  | Bea             |                                                         |

### Chương trình truyền hình
| Năm       | Tựa đề            | Vai diễn          | Ghi chú                                                                 |
| --------- | ----------------- | ----------------- | ----------------------------------------------------------------------- |
| 1999      | A Secret Affair   | Helena Fitzgerald | Phim truyền hình                                                        |
| 2002      | The World of Tosh |                   | Chường trình nhiều tập                                                  |
| 2004      | The Clinic        | Janey Quinn       | 2 tập                                                                   |
| 2006      | Stardust          | Lorraine Keegan   | Chương trình ngắn tập                                                   |
| 2008–2010 | The Tudors        | Mary Tudor        | Vai diễn cố định (mùa 2–3); vai chính (mùa 4); 23 tập                   |
| 2012–2015 | Ngày xửa ngày xưa | Công chúa Aurora  | Vai diễn cố định (mùa 2–4); 16 tập                                      |
| 2014      | Mixology          | Janey             | Tập: "Tom & Maya"                                                       |
| 2015–2017 | Into the Badlands | Jade              | Vai chính (mùa 1–2)                                                     |
| 2016      | Agent Carter      | Violet            | Các tập: "The Lady in the Lake", "A View in the Dark", "The Atomic Job" |
| 2018–2019 | Counterpart       | Anna Silk         | Vai diễn cố định role                                                   |
| 2018–2023 | Mayans M.C.       | Emily Thomas      | Vai chính                                                               |

### Trò chơi điện tử
| Năm  | Tựa trò chơi              | Vai diễn lồng tiếng |
| ---- | ------------------------- | ------------------- |
| 2008 | The Spiderwick Chronicles | Mallory Grace       |
| 2010 | BioShock 2                | Eleanor Lamb        |

## Giải thưởng và đề cử
| Năm  | Tác phẩm                  | Giải thưởng                                        | Hạng mục                                                                          | Kết quả   | Chú thích     |
| ---- | ------------------------- | -------------------------------------------------- | --------------------------------------------------------------------------------- | --------- | ------------- |
| 2003 | In America                | Washington DC Area Film Critics Association Awards | Nữ diễn viên phụ xuất sắc nhất                                                    | Đề cử     |               |
| 2004 | In America                | Giải Lựa chọn của giới phê bình điện ảnh           | Nữ/nam diễn viên tốt nhất                                                         | Đề cử     |               |
| 2004 | In America                | Hiệp hội phê bình phim Chicago                     | Nghệ sĩ triển vọng nhất                                                           | Đề cử     |               |
| 2004 | In America                | Giải Tinh thần độc lập                             | Nữ phụ xuất sắc nhất                                                              | Đề cử     | [ 19 ]        |
| 2004 | In America                | Phoenix Film Critics Society Awards                | Màn trình diễn xuất sắc nhất của Thanh niên trong vai chính hoặc vai phụ - Nữ     | Đề cử     |               |
| 2004 | In America                | Giải Satellite                                     | Màn trình diễn xuất sắc nhất của một nữ diễn viên trong vai phụ, phim truyền hình | Đề cử     |               |
| 2004 | In America                | Giải thưởng của Nghiệp đoàn Diễn viên Màn ảnh      | Hiệu suất xuất sắc của một diễn viên trong một hình ảnh chuyển động               | Đề cử     | [ 20 ]        |
| 2009 | Bản thân                  | Liên hoan phim quốc tế Berlin                      | Shooting Stars Award                                                              | Đoạt giải | [ 21 ]        |
| 2009 | The Spiderwick Chronicles | Giải thưởng phim truyện truyền hình Ireland        | Nữ diễn viên đóng vai phụ - Phim                                                  | Đề cử     | [ 22 ]        |
| 2009 | Bản thân                  | Chicago Film Critics Association Awards            | Giải thưởng Ngôi sao mới nổi                                                      | Đề cử     | [ 22 ]        |
| 2010 | The Tudors                | Giải thưởng phim truyện truyền hình Ireland        | Nữ diễn viên đóng vai phụ - Truyền hình                                           | Đoạt giải | [ 23 ]        |
| 2011 | The Tudors                | Giải thưởng phim truyện truyền hình Ireland        | Nữ diễn viên đóng vai phụ - Truyền hình                                           | Đề cử     | [ 24 ]        |
| 2018 | Halal Daddy               | Giải thưởng phim truyện truyền hình Ireland        | Nữ diễn viên đóng vai chính - Phim                                                | Đề cử     | [ 25 ] [ 26 ] |